# NGC 4240
NGC 4240 је елиптична галаксија у сазвежђу Девица која се налази на NGC листи објеката дубоког неба.
Деклинација објекта је - 9° 57' 6" а ректасцензија 12h 17m 24,3s. Привидна величина (магнитуда) објекта NGC 4240 износи 12,7 а фотографска магнитуда 13,7. NGC 4240 је још познат и под ознакама NGC 4243, MCG -2-31-29, PGC 39411.